# Барошевац
Барошевац је насеље у градској општини Лазаревац у граду Београду. Барошевац данас има 259 домаћинстава а према попису из 2022. живи 844 становника. Удаљено је 13 km од Лазаревца. Површина Барошевца износи 1288 хектара, 43 ари и 88 m². Кроз Барошевац протиче река Пештан која је притока Колубаре.
Овде се налази Спомен-чесма у Барошевцу.

## Порекло имена Барошевац
По легенди Барошевац је био раскрсница путева којим су пролазиле бројне војске, путописци, трговци. Пролазећи, запажали су велике баре обрасле зуквом, рогозом и високом травом настале изливањем Пештана или топљењем снега, које су се задржавале током целе гофдине. По барама место је и добило име Барошевац.

## Историја
Претпоставља се да су ови крајеви насељени још у праисторији али су трагови праисторијских људи врло ретки. Први писане податке о Барошевцу оставио је католички проповедник Бартоломеј Кашић, који спомиње насеље Баошићи (данашњи Барошевац) у равници под брдом Света Петка у својом 'Аутобиографији' из 1612. године. Следећи писани тарг оставио је турски путописац Евлија Челебија у својим 'Путописима'. Он спомиње хришћанско село Барусуџа, које је припадало Смедеревском санџаку (области). Из првих година аустријске владавине Србијом (1718—1739) остала је Ебшелвицова карта (1723. год.) на којој је између осталих места остао Барошевац.. Новим уређењем устаничке Србије Барошевац је припао Гошнићкој кнежевини. Од 1839. године Гошнићка кнежевина, а самим тим и Барошевац припао је Колубарском срезу. Према тадашњој административној подели срезови су били подељени на општине, а једна од општина је била и Барошевац. Барошевачка општина је поред Барошевца обухватала и околна села: Зеоке, Бистрица, Мали Црљени и Трбушница. Ова подела је постојала до 1945. године када је ова административна подела укинута. Од 1952. до 1955. године поново је успостављена стара администартивна подела и Барошевац је поново постао општина. Општина је сада осим Барошевца обухватала Зеоке, Бистрицу, Мале Црљене и Стрмово. Коначно 1955. године ова административна подела је укинута. Основана је месна канцеларија Барошевац која припада г радској општини Лазаревац.

## Рудна богатства
У Барошевцу је 1908. године отворен је јамски рудник лигнита. Јамски рудник је затворен 1948. године због подземних вода. Од 1960. године вади се угаљ лигнит површинском експлоатацијом. Геолошке резерве угља лигнита у Барошевцу процењују се на 115 милиона тона. Осим угља лигнита и рудника у Барошевцу је постојао мајдан у брду Чоканлија који је служио за вађење камена али он нажалост више није у функцији. Од 1948. године до седамдесетих година 20. века вађена је и дијатомејска (бела) земља која се користила за прављење опеке и као изолациони материјал. Шездесетих и седамдесетих година вађена је и ватростална глина.

## Хидрографија
Кроз Барошевац протиче река Пештан притока Колубаре. Притоке Пештана на путу до Колубаре кроз Барошевац су са леве стране потоци Ракинац и Хајдуковац, а пре прекопавања са десне стране су били позоци Забел и Букинац.

## Установе

### Црква
Године 1817. саграђена је црква црвнара посвећена Преносу моштију Светог оца Николаја. Изградом нове зидане цркве брвнара је прнешена у Даросаву где се и данас налази, међутим на темељима старе цркве брвнаре изграђена је нова црква брвнара чија је изградња трајала од 2001. до 2004. године. Зидана црква је грађена од 1845. године до 1851. године и посвећна је Покрову Пресвете Богородице. Црква је грађена од ломљеног и тесаног камена и заливена је кречним малтером. Осликавали су хе браћа Константин и Димитрије Атанасијевић као и Јеремија Михаиловић. Од 1863. године у цркви се налази звоно изузетне звучности.

### Школа
Прва школа у Барошевцу је почела са радом давне 1845. године и то као прва у Колубарском срезу. Школа је имала три разреда и једног учитеља. Због повећања броја ученика 1884. године направљена је нова школа и отворен је четврти разред. Од 1886. године ради два учитеља. Године 1950. почела је са радом осмогодишња школа. Средином деведесетих година 20. века започета је изградња нове школе која је отпочела са радом 2014. године у септембру.

### Пошта
Пошта у Барошевцу постоји од 1932. године.

### Амбуланта
Амбуланта у Барошевцу отворена је 1983. године, али лекарска служба постојала је и раније. Прву лекарску службу вршила је Рускиња Галa Карабина.

## Саобраћај
Почетком 20. века изграђена је пруга уског колосека, која је повезивала Лајковац и Младеновац а пролазила је и кроз Барошевац. Изградња такозване ћирине пруге трајала је од 1907. до 1910. године, а први возови су кренули 10. јуна 1910. године. Пруга је била у функцији до 1983. године. Од 1960. године кроз Барошевац пролази индустријска пруга ширег колосека, која је изграђена за потребе Рударског басена Колубара.

## Исељавање
Битан догађај у новијој историји Барошевца, коју има велике последице на село је прекопавање великог дела територије села од старне колубарских површинских копова лигнита. Прекопавања су почела 1960. године исправљањем тока реке Пештан. Рударским радовима су захваћена бројна домаћинства и досада је исељено преко 190 домаћинстава. Прва домаћинства су исељена давне 1967. године. Осим на рељеф и екосистем села, прекопавања су утицала и на одлив становништва.

## Спорт
Од 1935. у Барошевцу постоји фудбалски клуб. Тај клуб се до 1947. звао Обилић, а затим је преименован у Младост. Највећи успех клуба је пласман међу тридесет две екипе у Купу Југославије 1954. године. Данас се Младост такмичи у Првој београдској лиги. Стадион на којим као домаћин игра Младост изграђен је 1978. и носи назив по дугогодишњем функционеру и играчу клуба Милошу Живковићу.

## Демографија
У насељу Барошевац живи 980 пунолетних становника, а просечна старост становништва износи 39,7 година (38,8 код мушкараца и 40,5 код жена). У насељу има 373 домаћинства, а просечан број чланова по домаћинству је 3,38.
Ово насеље је великим делом насељено Србима (према попису из 2002. године).
|  |

| Демографија | Демографија | Демографија |
| Година      | Становника  | Становника  |
| ----------- | ----------- | ----------- |
| 1948.       | 1.070       |             |
| 1953.       | 1.139       |             |
| 1961.       | 1.212       |             |
| 1971.       | 1.219       |             |
| 1981.       | 1.293       |             |
| 1991.       | 1.315       | 1.309       |
| 2002.       | 1.260       | 1.281       |

| Етнички састав према попису из 2002.‍ | Етнички састав према попису из 2002.‍ | Етнички састав према попису из 2002.‍ | Етнички састав према попису из 2002.‍ | Етнички састав према попису из 2002.‍ |
| ------------------------------------ | ------------------------------------ | ------------------------------------ | ------------------------------------ | ------------------------------------ |
|                                      |                                      |                                      |                                      |                                      |
| Срби                                 | Срби                                 |                                      | 1.229                                | 97,53%                               |
| Муслимани                            | Муслимани                            |                                      | 7                                    | 0,55%                                |
| Роми                                 | Роми                                 |                                      | 6                                    | 0,47%                                |
| Црногорци                            | Црногорци                            |                                      | 3                                    | 0,23%                                |
| Украјинци                            | Украјинци                            |                                      | 1                                    | 0,07%                                |
| Македонци                            | Македонци                            |                                      | 1                                    | 0,07%                                |
| непознато                            | непознато                            |                                      | 10                                   | 0,79%                                |

| Година пописа     | 1948. | 1953. | 1961. | 1971. | 1981. | 1991. | 2002. |
| ----------------- | ----- | ----- | ----- | ----- | ----- | ----- | ----- |
| Број домаћинстава | 230   | 256   | 305   | 325   | 355   | 366   | 373   |

| Број чланова      | 1  | 2  | 3  | 4  | 5  | 6  | 7 | 8 | 9 | 10 и више | Просек |
| ----------------- | -- | -- | -- | -- | -- | -- | - | - | - | --------- | ------ |
| Број домаћинстава | 63 | 78 | 50 | 81 | 50 | 44 | 4 | 2 | 1 | 0         | 3,38   |

| Пол    | Укупно | Неожењен/Неудата | Ожењен/Удата | Удовац/Удовица | Разведен/Разведена | Непознато |
| ------ | ------ | ---------------- | ------------ | -------------- | ------------------ | --------- |
| Мушки  | 504    | 137              | 333          | 24             | 9                  | 1         |
| Женски | 541    | 96               | 334          | 103            | 8                  | 0         |
| УКУПНО | 1.045  | 233              | 667          | 127            | 17                 | 1         |

| Пол    | Укупно                    | Пољопривреда, лов и шумарство | Рибарство                            | Вађење руде и камена | Прерађивачка индустрија       |
| ------ | ------------------------- | ----------------------------- | ------------------------------------ | -------------------- | ----------------------------- |
| Мушки  | 293                       | 9                             | 0                                    | 209                  | 25                            |
| Женски | 169                       | 37                            | 0                                    | 51                   | 22                            |
| УКУПНО | 462                       | 46                            | 0                                    | 260                  | 47                            |
| Пол    | Производња и снабдевање   | Грађевинарство                | Трговина                             | Хотели и ресторани   | Саобраћај, складиштење и везе |
| Мушки  | 2                         | 38                            | 2                                    | 2                    | 2                             |
| Женски | 2                         | 2                             | 10                                   | 17                   | 2                             |
| УКУПНО | 4                         | 40                            | 12                                   | 19                   | 4                             |
| Пол    | Финансијско посредовање   | Некретнине                    | Државна управа и одбрана             | Образовање           | Здравствени и социјални рад   |
| Мушки  | 0                         | 1                             | 0                                    | 0                    | 0                             |
| Женски | 2                         | 2                             | 1                                    | 8                    | 13                            |
| УКУПНО | 2                         | 3                             | 1                                    | 8                    | 13                            |
| Пол    | Остале услужне активности | Приватна домаћинства          | Екстериторијалне организације и тела | Непознато            | Непознато                     |
| Мушки  | 1                         | 0                             | 0                                    | 2                    | 2                             |
| Женски | 0                         | 0                             | 0                                    | 0                    | 0                             |
| УКУПНО | 1                         | 0                             | 0                                    | 2                    | 2                             |